# Рындзюнский, Михаил Миронович

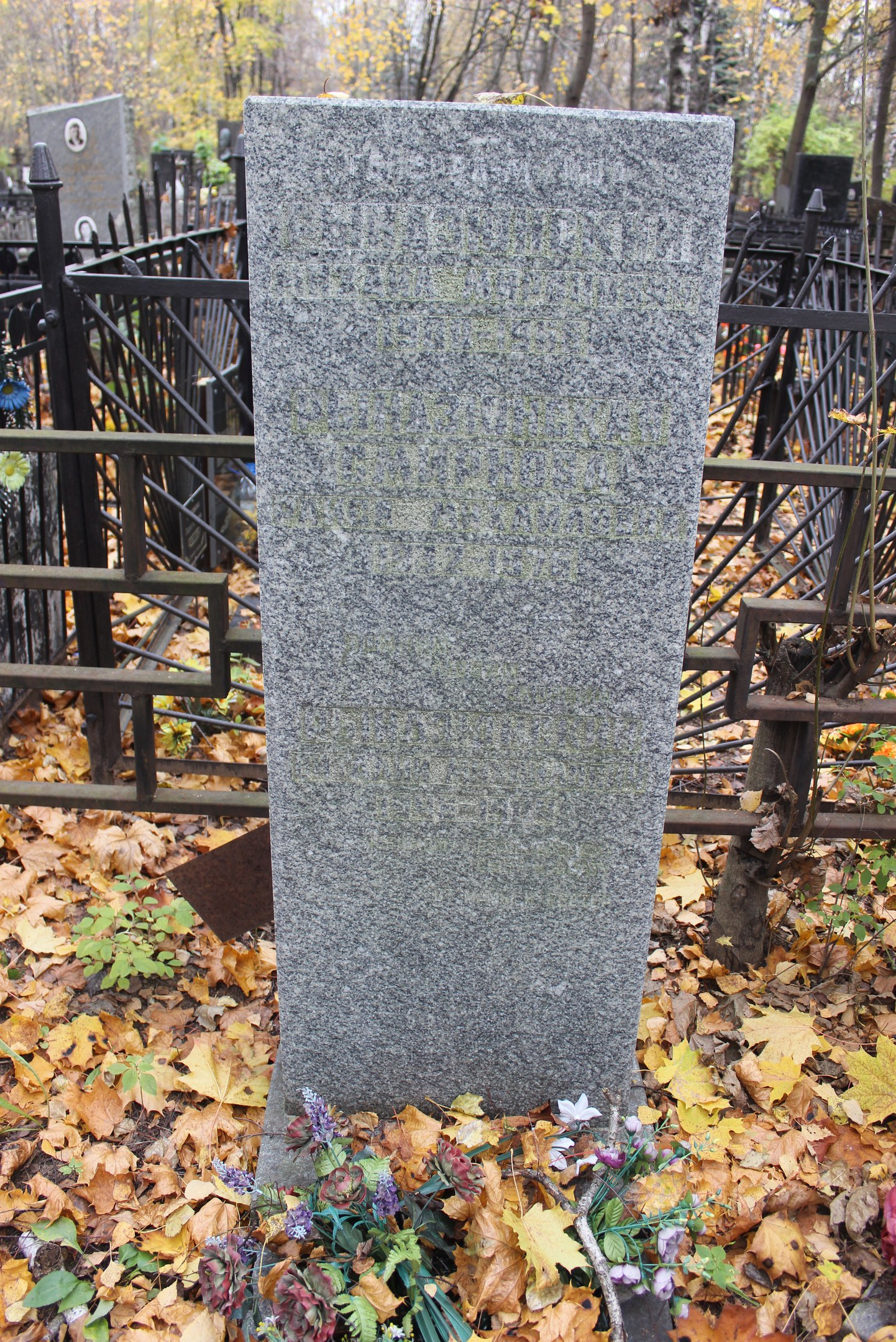
Могила генерал-майора Рындзюнского М. М. Москва, Кузьминское кладбище.

Михаил Миронович Рындзюнский (1900—1966) — советский военачальник, заместитель начальника пограничных войск НКВД СССР, генерал-майор (04.06.1940).

## Биография
После окончания воронежской гимназии поступил в Воронежский университет (не окончил).
С 1919 года в РККА, канцелярист штаба 8-й армии. С 1920 года в погранохране, служил в Грозном, Владикавказе, Тифлисе, Батуми, Сухуме.
С 1922 года член ВКП(б). Служил начальником погранзаставы на Кавказе.
В 1930-е годы окончил комвуз при НКВД в Тбилиси, затем с отличием Московский институт востоковедения.
В 1940 году — начальник пограничных войск среднеазиатского округа, генерал-майор.
В годы Великой Отечественной войны — заместитель начальника погранвойск СССР. После окончания войны — заместитель начальника погранвойск на Дальнем Востоке.
В запасе с 1951 года. Похоронен в Москве на Кузьминском кладбище.

## Награды
- Награждён орденом Ленина, двумя орденами Красного Знамени, орденом Кутузова 2-й ст., двумя орденами Красной Звезды, медалями, иностранными наградами.

## Семья
- От брака с Евгенией Макаровной (1905—1988) имел пятерых детей:
- 1. мальчик родился, когда служил на заставе. Но к сожалению умер очень маленьким (примерно в год) от менингита.
- 2. Валентина Михайловна (1926—1994), муж Мережников Борис Александрович (1926—1986).
- 3. Ромуальда Михайловна родилась в 1928 г., живёт в г. Железнодорожный. По мужу Крючкова
- 4. Раиса Михайловна (1932—1976) похоронена с отцом.
- 5. Виталий Михайлович родился в 1946 г. в Москве, трагически погиб, похоронен с отцом.
- Внук — Мережников Евгений Борисович (1949 г.р.) проживает в Москве.
- Внук — Мережников Виктор Борисович (1961 г.р.)
- Внук — Мережников Станислав Борисович (1961—02.08.2019)
- Павел Крючков (1985 г.р.) правнук
- Дворянкина (Мережникова) Ирина Станиславовна (1985 г.р.) правнучка